# Sopronnémeti
Sopronnémeti è un comune di 278 abitanti situato nella contea di Győr-Moson-Sopron, nell'Ungheria nordoccidentale.